# قائمة سفراء الولايات المتحدة لدى إسرائيل
سفير الولايات المتحدة لدى إسرائيل هو الممثل الرسمي لرئيس الولايات المتحدة لدى رئيس دولة إسرائيل.
حتى عام 1948، كانت المنطقة التي أصبحت تُشكِّل الآن دولة إسرائيل تخضع للإدارة البريطانية كجزء من الانتداب البريطاني على فلسطين. في 14 مايو 1948، قامت الحكومة البريطانية بإنهاء الانتداب. في اليوم نفسه، أعلنت الوكالة اليهودية برئاسة رئيس الوزراء المستقبلي دافيد بن غوريون، الاستقلال وسمّت الدولة «إسرائيل». اعترفت الولايات المتحدة على الفور بدولة وانتقلت لإقامة علاقات دبلوماسية. أول سفير أمريكي مفوض لدى إسرائيل كان جيمس غروفر ماكدونالد، الذي قدَّم أوراق اعتماده إلى حكومة إسرائيل في 28 مارس 1949.
تقع السفارة الأمريكية في إسرائيل في 14 شارع ديفيد فلوسر في القدس.

## الملاحظات
1. ↑  "Israel". United States Department of State. مؤرشف من الأصل في 2018-12-05. اطلع عليه بتاريخ 2011-08-13.

## وصلات خارجية
- United States Department of State: Chiefs of Mission for Israel
- United States Department of State: Israel
- United States Embassy in Tel Aviv نسخة محفوظة 20 يوليو 2011 على موقع واي باك مشين.